# Palinomorf

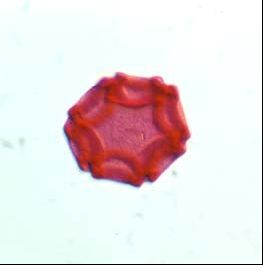
Pol·len fòssil del gènere Alnus.

Palinomorf (del grec: Παλύνω dispers i Μορφή forma) és un terme utilitzat en la palinologia per a referir-se a partícules orgàniques de dimensions entre 5 i 500 μm, que es troben en sediments i estan compostes de matèria orgànica com la quitina (o pseudoquitina) i l'esporopolenina. Per tant, es distingeixen d'altres organismes fòssils amb closca mineralitzada com són les diatomees o els foraminífers.

## Classificació
Es poden classificar com:
- Palinomorfs d'origen continental. Inclouen els Pol·len, espores, restes d'algues d'aigua dolça.
- Palinomorfs d'origen marí. Acritarcs, Dinoflagellata.
- Elements o fragments d'organismes més grossos. Fragments d'artròpodes, trossos de cutícula.

## Utilitat
Els palinomorfs serveixen per a fer estudis de paleontologia, paleoclimatologia i paleogeografia.